# Сибирский 1-й стрелковый полк
1-й Сибирский стрелковый Его Величества полк — пехотная воинская часть Русской императорской армии.
Старшинство (дата сформирования): 30 октября 1883
Полковой праздник — 26 ноября.
Дислокация — Раздольное Приморской области

## История
- 30 октября 1883 — сформирован 1-й Восточно-Сибирский стрелковый батальон.
- 11 мая 1891 — переименован в 1-й Восточно-Сибирский стрелковый Его Императорского Высочества Наследника Цесаревича батальон.
- 2 ноября 1894 — переименован в 1-й Восточно-Сибирский стрелковый Его Величества батальон.
- 28 января 1898 — развернут в 2-батальонный полк и назван 1-м Восточно-Сибирским стрелковым Его Величества полком.
- 10 февраля 1904 — переформирован в 3-батальонный 1-й Восточно-Сибирский Стрелковый Его Величества полк.
- 11 октября 1905 — переформирован в 4-батальонный 1-й Восточно-Сибирский Стрелковый Его Величества полк.[1]

В октябре 1915 года полк держал оборону фронта по линии Барановичи — Пинск. Активно участвовал в Нарочской операции 1916 г.

## Шефы полка
- 11.05.1891-1917 — наследник цесаревич (с 02.11.1894 император) Николай Александрович

## Командиры полка
- 01.11.1895 — 02.10.1896 — полковник Кочановский, Николай Михайлович
- 07.10.1896 — 02.02.1902 — полковник (с 26.02.1901 генерал-майор) Хоруженков, Александр Александрович (первоначально как командир батальона, с 03.04.1898 как командир полка)[3]
- 01.09.1901 — 23.04.1902 — полковник Лечицкий, Платон Алексеевич
- 02.02.1902 — 01.06.1904 — полковник Хвастунов, Сергей Спиридонович[4]
- 04.06.1904 — 05.08.1905 — полковник Леш, Леонид Вильгельмович
- 03.03.1904 — 27.07.1907 — полковник Андреев, Сергей Михайлович
- 27.12.1906 — 06.07.1910 — полковник Квецинский, Михаил Фёдорович
- 04.08.1910 — 08.05.1915 — полковник Любицкий, Яков Яковлевич
- 12.05.1915 — 06.05.1917 — полковник Стариков, Александр Михайлович
- 06.05.1917 — хх.хх.хххх — полковник Мазнев, Георгий Иванович

## Знаки различия

### Офицеры
| Описание     | Знаки различия по состоянию на 1904-1909 гг. | Знаки различия по состоянию на 1904-1909 гг. | Знаки различия по состоянию на 1904-1909 гг. | Знаки различия по состоянию на 1904-1909 гг. | Знаки различия по состоянию на 1904-1909 гг. | Знаки различия по состоянию на 1904-1909 гг. | Знаки различия по состоянию на 1904-1909 гг. | Знаки различия по состоянию на 1904-1909 гг. | Знаки различия по состоянию на 1904-1909 гг. |
| ------------ | -------------------------------------------- | -------------------------------------------- | -------------------------------------------- | -------------------------------------------- | -------------------------------------------- | -------------------------------------------- | -------------------------------------------- | -------------------------------------------- | -------------------------------------------- |
|              |                                              |                                              |                                              |                                              |                                              |                                              |                                              |                                              |                                              |
| Погоны       |                                              |                                              |                                              |                                              |                                              |                                              |                                              |                                              |                                              |
|              |                                              |                                              |                                              |                                              |                                              |                                              |                                              |                                              |                                              |
| Классный чин |                                              | Полковник                                    | Подполковник                                 |                                              | Капитан                                      | Штабс-капитан                                | Поручик                                      | Подпоручик                                   | Прапорщик                                    |
| Группа       | Штаб-офицеры                                 | Штаб-офицеры                                 | Штаб-офицеры                                 | Штаб-офицеры                                 | Обер-офицеры                                 | Обер-офицеры                                 | Обер-офицеры                                 | Обер-офицеры                                 | Обер-офицеры                                 |

### Унтер-офицеры и рядовые
|                 |                                                 |                                              |               |                      |                      |          |         |
| Погоны          |                                                 |                                              |               |                      |                      |          |         |
|                 |                                                 |                                              |               |                      |                      |          |         |
| Воинское звание | Зауряд-прапорщик, произведённый из фельдфебелей | Подпрапорщик на должности фельдфебеля (1914) | Фельдфебель   | Старший унтер-офицер | Младший унтер-офицер | Ефрейтор | Рядовой |
| Группа          | Унтер-офицеры                                   | Унтер-офицеры                                | Унтер-офицеры | Унтер-офицеры        | Унтер-офицеры        | Рядовые  | Рядовые |

### Другие знаки различия в полку

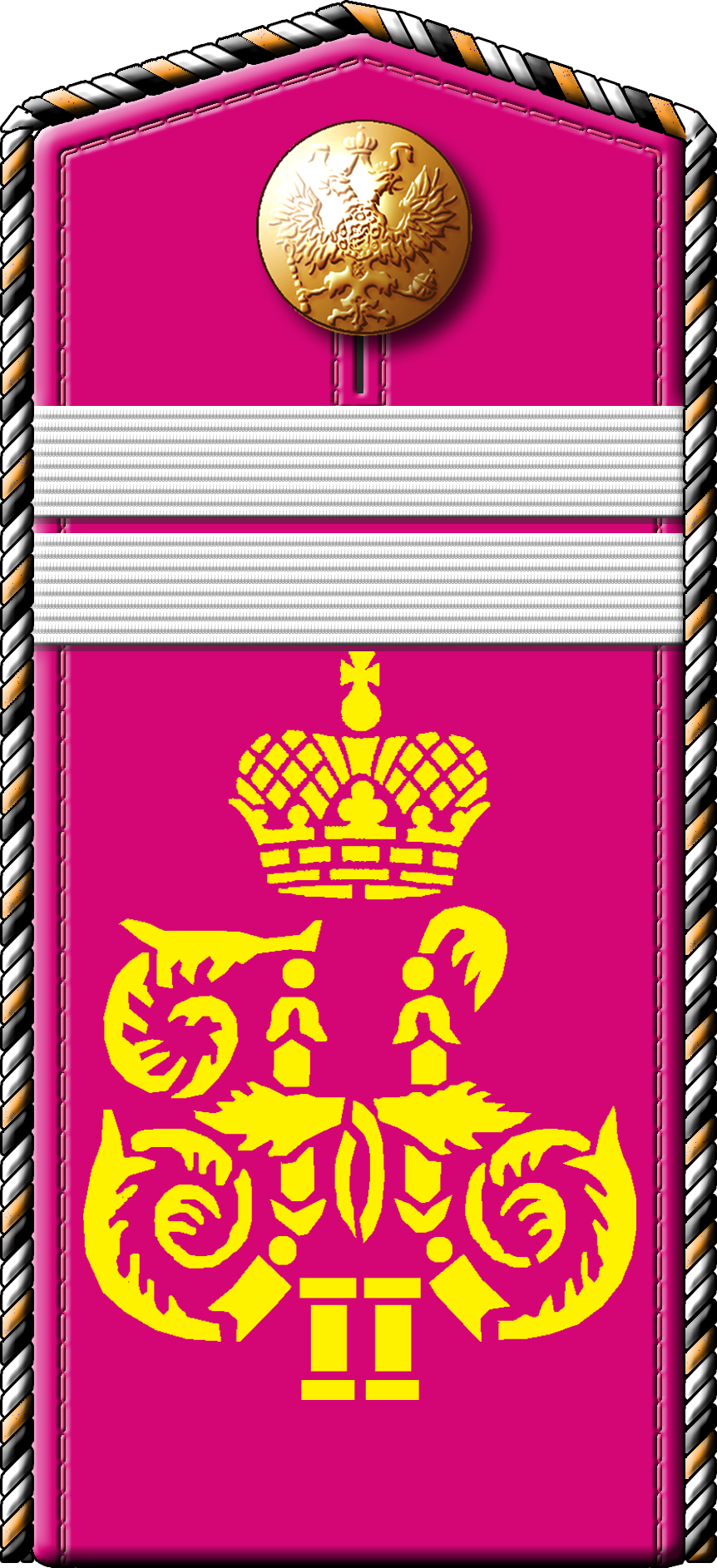
Погон воинского звания (1904-1909 гг.) «Младший унтер-офицер на правах вольноопределяющегося»

## Знаки отличия
1. Знамя Георгиевское с надписью «За бой под Мукденом 21-26 Февраля 1905 года». Пожаловано 26 ноября 1906.
2. Знаки на головные уборы, с надписью «За Старый Ню-Чжуань в 1900 году». Пожаловано 19 февраля 1903. Высочайшая грамота 6 апреля 1903.
3. Георгиевский серебряный сигнальный рожок с надписью «За бой под Ляояном 17 и 18 Августа 1904 года», пожалованный 26 ноября 1906 бывшей пулеметной роте 1-й Восточно-Сибирской Стрелковой дивизии, передан пулеметной команде 17-го сентября 1907.